# Шишков Михайло Федорович
Шишков Михайло Федорович (нар. 17 жовтня 1921, с. Кальтовка, Іглінський район, Башкирська АРСР, СРСР — пом. 5 вересня 2015, Миколаїв) — генерал-майор, морський льотчик, Герой Радянського Союзу. Заслужений військовий льотчик СРСР.

## Життєпис
Народився в сім'ї селянина.
Закінчив 7 класів школи. Призваний до ВМФ з 1940 року. У 1941 році закінчив Військове авіаційне училище в м. Енгельсі.
Воював на фронтах Другої світової війни з вересня 1943. Командував ланкою 1-го гвардійського мінно-торпедного авіаційного полку 8-й мінно-торпедної авіаційної дивізії ВПС Балтійського флоту. Член ВКП (б) з 1944 р
До вересня 1944 гвардії лейтенант М. Ф. Шишков здійснив 75 бойових вильотів. Торпедував і потопив 6 транспортів і танкер противника загальною водотоннажністю 35 тис. тонн. Звання Герой Радянського Союзу присвоєно 5 листопада 1944.
Після війни продовжував службу в авіації ВМФ СРСР.
У 1957 році закінчив авіаційний факультет Військово-морської академії імені К. Є. Ворошилова. Служив в авіації ВМФ до 1975 р. Мав почесне звання «Заслужений військовий льотчик СРСР».
З 1975 року Михайло Федорович — генерал-майор у запасі.
З 1968 року жив в Україні в місті Миколаєві.

## Подвиг
Гвардії лейтенант М. Ф. Шишков здійснив 75 бойових вильотів. Торпедував і потопив 6 транспортів і танкер противника загальною водотоннажністю 35 тис. тонн.

## Нагороди
Нагороджений орденом Леніна, чотирма орденами Червоного Прапора, орденами Ушакова 2-го ступеня, Вітчизняної війни 1-го ступеня, двома орденами Червоної Зірки, орденом «За службу Батьківщині у ЗС СРСР» 3-го ступеня, медаллю «За оборону Ленінграда», українським орденом Богдана Хмельницького II ступеня, іншими медалями.
«Почесний громадянин міста Миколаєва» (2008).